# Marcelle Werbrouck
 (novembre 2023).
Si vous disposez d'ouvrages ou d'articles de référence ou si vous connaissez des sites web de qualité traitant du thème abordé ici, merci de compléter l'article en donnant les références utiles à sa vérifiabilité et en les liant à la section « Notes et références ».
Marcelle Werbrouck (23 mai 1889 - 1er août 1959) est la première femme égyptologue belge et la première femme belge à avoir mené des fouilles archéologiques en Égypte. Elle s'intéresse particulièrement au rôle des femmes dans l'Antiquité. Elle plaide aussi pour une participation plus active des femmes dans la société et préside la section belge de Soroptimist international.  
Elle dirige la section des antiquités égyptiennes des Musées royaux d'Art et d'Histoire de 1925 à 1954 et participe à la création de la Fondation égyptologique Reine Élisabeth dont elle est directrice adjointe.  

## Formation et carrière professionnelle
Marcelle Werbrouck est née à Anvers le 23 mai 1889. Elle est la fille du général belge Auguste Werbrouck (1855-1945) et de Marie Thérèse De Bongnie (1852-?),,. Elle fréquente des écoles primaires et secondaires à Anvers, Liège, Namur, Gand, Leuze et Bruxelles puis entre à l’École des Régentes de la rue du Marais à Bruxelles. Elle y obtient en 1910 un diplôme d’institutrice, puis, en 1911, un diplôme de « régente d’école moyenne de localité wallonne - section littéraire » et, en 1912, un diplôme de professeure de gymnastique
Pendant la Première Guerre mondiale, la famille est réfugiée à Paris où elle passe un diplôme d’ambulancière à la Croix-Rouge française, qui lui octroie plus tard sa Médaille de la Reconnaissance. De 1916 à 1918, elle travaille comme infirmière bénévole à l’Hôpital des Jeunes Aveugles et à l’Institut Pasteur.
Pendant la même période, elle suit des cours à la Sorbonne, au Collège de France, à l'École du Louvre, avec des professeurs tels que Georges Aaron Bénédite et Gaston Maspero, et à l'École pratique des hautes études. Au cours de ses études, elle s'intéresse aux civilisations anciennes. 
Diplômée de l'École du Louvre, elle obtient son doctorat à l'Institut royal supérieur d'histoire de l'art et d'archéologie de Bruxelles où elle  enseigne pendant plusieurs années. Elle se spécialise dans l'Égypte ancienne après avoir rencontré l'égyptologue belge Jean Capart,. 
Marcelle Werbrouck travaille en étroite collaboration avec Jean Capart et contribue directement au développement de l'égyptologie en Belgique. À sa demande, elle devient collaboratrice libre et guide-conférencière au Service éducatif des Musées royaux d'Art et d'Histoire de Bruxelles. Elle participe aussi à la rédaction de certains livres de Jean Capart.
En 1922-1923, elle obtient son « diplôme d’élève brevetée » avec un mémoire consacré à la place des statues dans les tombeaux de l’Ancien Empire. De 1923 à 1925, elle effectue plusieurs missions en Égypte afin d’y étudier les tombes peintes de la nécropole thébaine. 
Elle prend part aux travaux de Jean Capart sur Thèbes Memphis et le tombeau de Toutânkhamon,. Ses sujets de recherche sont souvent liés à l'étude de déesses et de femmes de l'Égypte ancienne.

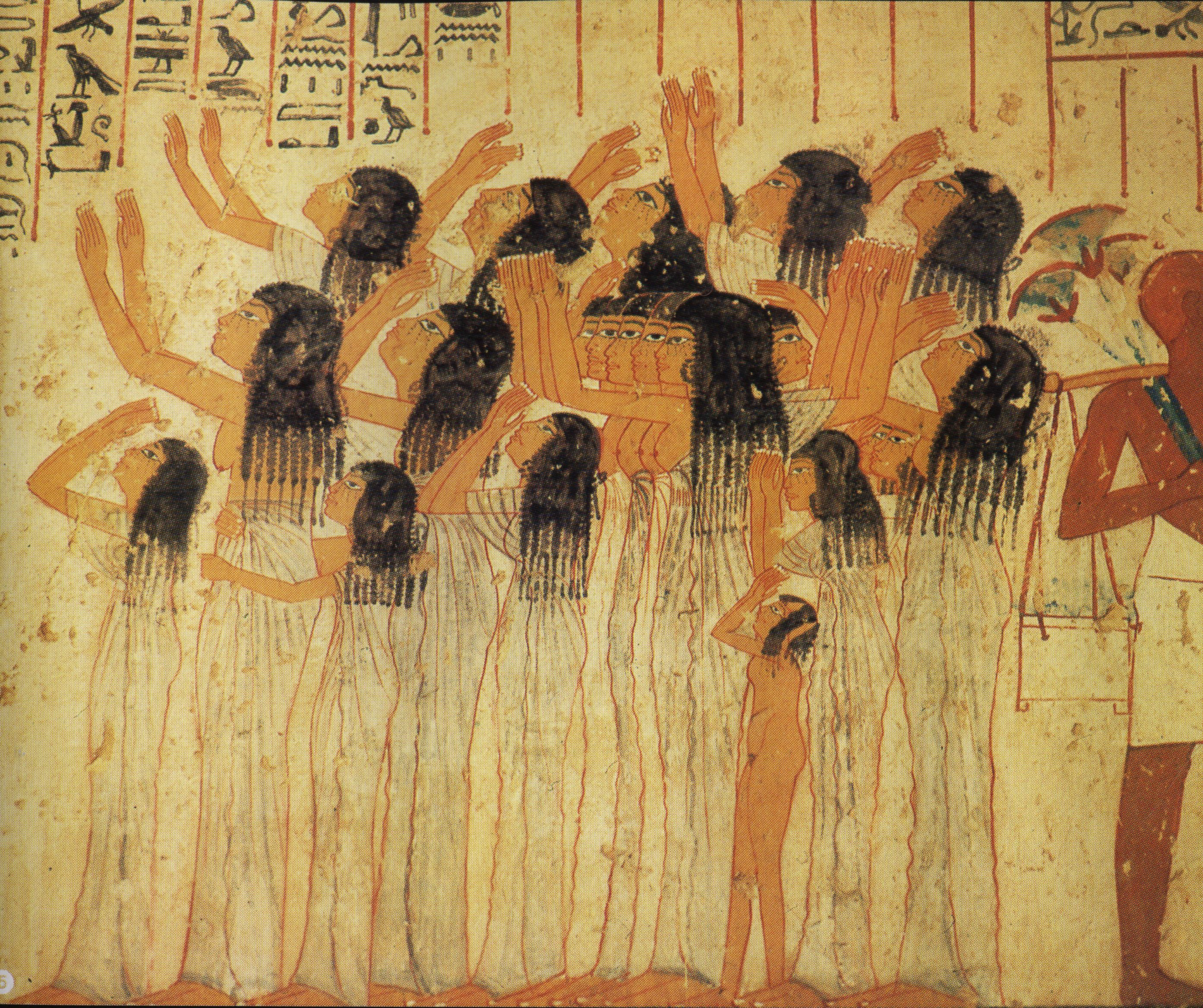
Pleureuses professionnelles en posture de deuil.

Son premier travail important est dédié aux kites, des pleureuses professionnelles (toujours des femmes) qui étaient payées pour se lamenter tout au long du processus d'inhumation,,. Elle leur consacre sa thèse de doctorat, qu'elle obtient avec la plus grande distinction en 1925. Cette thèse est par ailleurs illustrée par les dessins de la dessinatrice et égyptologue française Marcelle Baud (1890-1987). Les deux femmes se sont liées d'amitié durant leurs études à l'École du Louvre et resteront proches toute leur vie durant, d'autant plus que Marcelle Werbrouck présente Marcelle Baud à son mentor Jean Capart, avec qui l'égyptologue française collaborera également.
C'est aussi en 1925 qu'elle prend la direction de la section égyptienne des Musées royaux d'Art et d'Histoire dont Jean Capart devient le conservateur en chef. Elle entre dans le cadre scientifique du musée le 1er janvier 1926 avec le grade d’attachée. Elle est promue conservatrice-adjointe six mois plus tard, et conservatrice le 1er juillet 1938, soit douze ans plus tard.
À partir de 1930, elle enseigne l’archéologie égyptienne à l’Institut des Hautes Études de Belgique, puis donne, en suppléance de Jean Capart, les cours pratiques d’archéologie égyptienne aux Musées royaux d'Art et d'Histoire, de Civilisation de l’Orient classique à l’École Supérieure de Jeunes Filles de Bruxelles (futur Institut Marie Haps) et à l’Institut Supérieur d’Histoire de l’Art et d’Archéologie de Bruxelles.
Elle s’intéresse plus tard à l’architecture pharaonique au cours de son étude du temple de la reine Hatchepsout à Deir el-Bahari.
Marcelle Werbrouck participe à de nombreuses missions sur le site archéologique d'El Kab en 1936-1937 et 1937-1938 au cours desquelles elle contribue largement à l'étude des divinités égyptiennes et plus particulièrement de la déesse Nekhbet.
En décembre 1938, sous les encouragements de Marcelle Baud, elle devient la première présidente du deuxième club belge de Soroptimist International, une organisation mondiale de services bénévoles pour les femmes d'affaires et les femmes actives professionnellement,.  
À la mort de Jean Capart en 1947, elle lui succède à la tête de la section des antiquités égyptiennes des Musées royaux d'Art et d'Histoire de 1925 à 1954 et à la tête de la Fondation égyptologique Reine Élisabeth qu'elle contribue à fonder et dont elle est d'abord secrétaire, puis  directrice adjointe. 
Après la Seconde Guerre mondiale, elle doit réduire progressivement ses enseignements à cause de la fatigue croissante. Elle décède inopinément à Issoire, en Auvergne, le 1er août 1959, alors qu'elle séjournait chez Marcelle Baud, son amie de longue date, qui l'accueillait régulièrement dans sa maison à Mailhat, dans le Puy-de-Dôme.

## Publications
- Le costume féminin au temps des Pharaons, in La Femme Belge, 1923, 1 (édition A), p. 21-36.
- À la tombe de Tout-Ânkh-Amon, in Vaillante Jeunesse, 1924, 336, p. 112-114.
- Promenade à Thèbes et visite à Toutânkhamon, in Bulletins des Facultés Catholiques de l'Ouest, 1924, 32 (1), p. 55-57.
- Rapports de Marcelle Werbrouck, chargée de Mission de la Fondation Reine Élisabeth en Égypte 1923-1924, in Chronique d'Égypte, 1925, 1, p. 26-47.
- en collaboration avec Jean Capart, Thèbes, la gloire d'un grand passé, Bruxelles, Vromant & Co, 1925.
- La Maison égyptienne, in La Femme belge, 1926, 10, p. 739-745.
- L'Égypte moderne, in Vaillant Jeunesse, 1926, 361, p. 172-176.
- Le Mobilier, in La Femme belge, 1926, 2-3, p. 75-84.
- en collaboration avec Jean Capart, Thebes, the Glory of a Great Past, New York, Lincoln Mac Veagh, The Dial Press, 1926.
- Thèbes, la gloire d'un grand passé expliquée aux enfants, Bruxelles, Vromant & Co, 1926.
- Thebes, the Glory of a Great Past. Little Book for Everybody, Londres, G. Allen & Unwin Ltd, 1926.
- Impression de voyage. Les élèves, in Chronique d'Égypte, 1927, 4, p. 132-136.
- Les pleureuses du tombeau de Mera, in Chronique d'Égypte, 1927, 5, p. 48-51.
- Thebe, De Roem van een groot Verleden aan de kinderen uitgelegd, Bruxelles, Vromant & Co, 1927.
- Trésors antiques, in Vaillante Jeunesse, 1928, 380, p. 73-76.
- Clair de lune, ciel étoilé, in Chronique d'Égypte, 1929, 8, p. 206-208.
- La tombe de Nakht, in Bulletin des Musées royaux d'art et d'histoire", 1929, 3, p. 58-61.
- Trois types de l'Égypte d'autrefois, in Bulletin des Musées royaux d'art et d'histoire, 1929, 5, p. 90-94.
- Un buste royal égyptien aux Musées du Cinquantenaire, in La Revue d'Art, 1929, 2, p. 73-75.
- La tombe de Nakht, in collaboration with Baudouin van de Walle, Bruxelles, Édition de la Fondation égyptologique Reine Élisabeth, 1929.
- Léopold II et l'Égyptologie, in La Gaule, 1930, 3, p. 76-79.
- Un peu d'égyptologie, in L'Indépendance, 1930, p. 30-33.
- Un vase en verre d'El Amarna, in Bulletin des Musées Royaux d'Art et d'Histoire, 1930, 2, p. 38-40.
- Memphis à l'ombre des pyramides, in collaboration with Jean Capart, Bruxelles, Vromant & Co, 1930.
- Horus à la huppe, in Bulletin des Musées Royaux d'Art et d'Histoire, 1931, 5, p. 150-151.
- Le Syrien vaincu, in Bulletin des Musées Royaux d'Art et d'Histoire, 1931, 6, p. 154-156.
- Un fragment de sculpture d'un type rare, in Actes du XVIIIe Congrès international des orientalistes, Leyde, 1931, p. 80.
- La tombe de Nakht, in La Sève, 1932, 1, p. 25-28.
- Ostraca à figures, in Bulletin des Musées Royaux d'Art et d'Histoire, 1932, 5, p. 106-109.
- Rapport de Mlle Marcelle Werbrouck, chargée de mission de la Fondation Reine Élisabeth, in Chronique d'Égypte, 13-14, 1932, p. 14-20.
- À propos du dieu Bès, in Egyptian Religion, 1933, I (1), p. 28-32.
- « Remaniements et dépôts récents dans la 1re section (Antiquité) », in Bulletin des Musées Royaux d'Art et d'Histoire, 1933, 6, p. 140-141.
- Un vase en forme de dieu Bès, in Bulletin des Musées Royaux d'Art et d'Histoire, 1933, 2, p. 38-39.
- Aux fouilles de l'Egypt Exploration Society à Tell el Armanah, in Chronique d'Égypte, 1934, 18, p. 228-230.
- Deux fragments de la tombe de Ramose, in Bulletin des Musées Royaux d'Art et d'Histoire, 1934, 2, p. 44-46.
- L'oiseau dans les tombes thébaines, in Mémoires publiés par les membres de l'Institut français d'archéologie orientale du Caire, 1934, LXVI, p. 21-25.
- Ostraca à figures, in Bulletin des Musées Royaux d'Art et d'Histoire, 1934, 6, p. 138-140.
- Une merveille, in L'Art et la Vie, 1934, 6, p. 330-341.
- La collection Léopold II, in Bulletin des Musées Royaux d'Art et d'Histoire, 1935, 3, p. 63-67.
- Sprzety staro zytnego Egiptu, in Arkady, 1936, II (11), p. 618-623.
- La décoration murale du temple des Mentouhotep, in Bulletin des Musées Royaux d'Art et d'Histoire, 1937, 2, p. 36-44.
- Les récentes découvertes de l'Égyptologie, in Chronique d'Égypte, 1937, 24, p. 128.
- Des signes « ânkh », « dad », et « ouas » réunis, superposés ou combinés, in Actes du XXe Congrès des Orientalistes, Bruxelles, 1938, p. 79-82.
- Deux bas-reliefs d'Ancien Empire, in Bulletin des Musées Royaux d'Art et d'Histoire, 1938, 6, p. 137-141.
- Les pleureuses de l'Égypte ancienne, Bruxelles, Fondation Égyptologique Reine Élisabeth, 1938.
- Nécrologie. Mrs Griffith, in Chronique d'Égypte, 1938, 25, p. 133.
- Ostraca à figures, in Bulletin des Musées Royaux d'Art et d'Histoire, 1939, 2, p. 41-45.
- Les multiples formes du dieu Bès, in Bulletin des Musées Royaux d'Art et d'Histoire, 1939, 4, p. 77-82.
- Iconographie de Nekhabit, in Fouilles de El-Kab. Documents, Bruxelles, Fondation Égyptologique Reine Élisabeth, 1940, p. 46-60.
- Princesse égyptienne, in Chronique d'Égypte, 1940, 30, p. 197-204.
- À propos du disque ailé, in Chronique d'Égypte, 1941, 32, p. 165-171.
- Archéologie de Nubie, in Bulletin des Musées Royaux d'Art et d'Histoire, 1941, 1, p. 15-21.
- Un collier royal de la XVIIIe dynastie pharaonique, in Bulletin des Musées Royaux d'Art et d'Histoire, 1941, 6, p. 133-136.
- Archéologie de Nubie. Napata, in Bulletin des Musées Royaux d'Art et d'Histoire, 1942, 2, p. 26-36.
- Essai de reconstitution de la stèle Oup, in Bulletin des Musées Royaux d'Art et d'Histoire, 1943, 1-2, p. 27-34.
- Archéologie de Nubie, in Bulletin des Musées Royaux d'Art et d'Histoire, 1945, 1-6, p. 2-9.
- La Ménagère des Pharaons, in La Femme, la Vie, le Monde, 1946, I (5), p. 8-10.
- Jean Capart (1877-1947), in Archives, Bibliothèques et Musées de Belgique, 1947, XVIII (2), p. 147-150.
- Jean Capart et la Fondation Égyptologique Reine Élisabeth, in Chronique d'Égypte, 1947, 44, p. 192-196.
- Une stèle égyptienne du temps d'Akhenaton, in Bulletin des Musées Royaux d'Art et d'Histoire, 1947, 4-6, p. 80-82.
- Catalogue de la collection égyptologique Walters, Revue belge de Philologie et d'Histoire, 1948, XXVI, 4, p. 1291-1295.
- Le souvenir et la relève des Maîtres : Jean Capart, in Sept Arts, 1948, 2.
- Fondation Égyptologique Reine Élisabeth. Rapport de la directrice, in Chronique d'Égypte, 1948, 45-46, p. 7-12.
- Une tête royale égyptienne : Hatshepsout, in Actes du XXIe Congrès international des orientalistes, Paris, 1948, p. 81.
- Animaux sacrifiés, in Bulletin des Musées Royaux d'Art et d'Histoire, 1949, 1-6, p. 58-59.
- À propos de « Lusus naturae », in Chronique d'Égypte, 1949, 47, p. 95.
- Le temple d'Hatshepsout à Deir el Bahari, Bruxelles, Fondation Égyptologique Reine Élisabeth, 1949.
- Fondation Égyptologique Reine Élisabeth. Rapport de la directrice, in Chronique d'Égypte, 1949, 47, p. 5-9.
- Stèle au quatre Montou, in Chronique d'Égypte, 1949, 48, p. 285-287.
- Une statuette d'Égyptien, in Bulletin des Musées Royaux d'Art et d'Histoire, 1949, 1-6, p. 55-57.
- Le temple de Qasr es-Sagha, in Chronique d'Égypte, 1950, 50, p. 199-208.
- Fondation Égyptologique Reine Élisabeth. Rapport de la directrice, in Chronique d'Égypte, 1950, 49, p. 6-14.
- Fondation Égyptologique Reine Élisabeth. Rapport de la directrice, in Chronique d'Égypte, 1951, 51, p. 7-14.
- Statuette d'un génie de Pé, in Bulletin des Musées Royaux d'Art et d'Histoire, 1951, 1-6, p. 23-24.
- La déesse Nekhbet et la reine d'Égypte, Archiv Orientální, 1952, XX, p. 197-203.
- Le Cirque de Deir el Bahari, in Reflets du Monde, 1952, 1, p. 1-16.
- L'esprit de Pé, in Chronique d'Égypte, 1952, p. 43-50.
- Nécrologie. Marie Weynants-Ronday, in Chronique d'Égypte, 1952, 53, p. 145-147.
- Fondation Égyptologique Reine Élisabeth. Rapport de la directrice, in Chronique d'Égypte, 1950, 49, p. 6-14.
- Salle de Nubie, in Bulletin des Musées Royaux d'Art et d'Histoire, 1952, p. 5-11.
- Ostraca à figures, in Bulletin des Musées Royaux d'Art et d'Histoire, 1953, 25e année, p. 93-111.
- Fondation Égyptologique Reine Élisabeth. Rapport de la directrice, in Chronique d'Égypte, 1953, XXVIII 55, p. 5-9.
- Quelques monuments d'Aménophis Ier à El-Kab, in Fouilles de El-Kab. Documents, Bruxelles, Fondation égyptologique Reine Élisabeth, 1954, p. 99-102.
- Quelques ostraca inédits du Musée de Bruxelles, in Proceedings of the twenty-third International Congress of Orientalists, Cambridge, 1954, p. 67.
- Fondation Égyptologique Reine Élisabeth. Rapport de la directrice, in Chronique d'Égypte, 1954, XXIX, 57, p. 5-9.
- Fondation Égyptologique Reine Élisabeth. Rapport de la directrice, in Chronique d'Égypte, 1955, 59, p. 6-10.
- Témoignage de l'intérêt que la Reine Élisabeth porte aux sciences : la Fondation Égyptologique Reine Élisabeth, in Une Grande Dame de notre temps : la reine Élisabeth, 1955, p. 13.
- The symbolism of egyptian Ceiling Paintings, in Egypt Travel Magazine, 1955, 10, p. 44-45.
- Fondation Égyptologique Reine Élisabeth. Rapport de la directrice, in Chronique d'Égypte, 1956, XXXI, 61, p. 8-11.
- Fondation Égyptologique Reine Élisabeth. Rapport de la directrice, in Chronique d'Égypte, 1957, XXXII, 63, p. 9-12.
- Cônes funéraires de Kaemimen, in Chronique d'Égypte, 1958, XXXIII, 66, p. 223-226.
- Fondation Égyptologique Reine Élisabeth. Rapport de la directrice, in Chronique d'Égypte, 1958, XXXIII, 65, p. 8-14.
- Un Syrien contemporain de Toutkhamon, in Bulletin des Musées Royaux d'Art et d'Histoire, 1958, 30e année, p. 102-104.
- Fondation égyptologique Reine Élisabeth. Rapport de la directrice, in Chronique d'Égypte, 1959, XXXIV, 67, p. 7-13.
- Un groupe de deuillants à la XVIIIe dynastie, in Chronique d'Égypte, 1959, 68, p. 203-207.